# Tyngen
Tyngen är en sjö i Malung-Sälens kommun i Dalarna och ingår i Dalälvens huvudavrinningsområde. Sjön är 8,1 meter djup, har en yta på 2,12 kvadratkilometer och befinner sig 296,1 meter över havet. Sjön avvattnas av vattendraget Hyttådran.

## Delavrinningsområde
Tyngen ingår i det delavrinningsområde (673441-139135) som SMHI kallar för Utloppet av Tyngen. Medelhöjden är 321 meter över havet och ytan är 10,47 kvadratkilometer. Räknas de 7 avrinningsområdena uppströms in blir den ackumulerade arean 99,91 kvadratkilometer. Hyttådran som avvattnar avrinningsområdet har biflödesordning 5, vilket innebär att vattnet flödar genom totalt 5 vattendrag innan det når havet efter 401 kilometer. Avrinningsområdet består mestadels av skog (42 procent) och sankmarker (27 procent). Avrinningsområdet har 2,1 kvadratkilometer vattenytor vilket ger det en sjöprocent på 22 procent.